# Hydractinia recurvatus
Hydractinia recurvatus is een hydroïdpoliep uit de familie Hydractiniidae. De poliep komt uit het geslacht Hydractinia. Hydractinia recurvatus werd in 2010 voor het eerst wetenschappelijk beschreven door Lin, Xu, Huang & Wang. 